# Mistrzostwa Świata w Łucznictwie 1950
14. Mistrzostwa Świata w Łucznictwie odbyły się 26–30 lipca 1950 w Kopenhadze w Danii. Organizatorem była Międzynarodowa Federacja Łucznicza.

## Medaliści

### Strzelanie z łuku klasycznego
| Konkurencja            | Złoto                                                                         | Srebro                                                                        | Brąz                                                                                 |
| Indywidualnie kobiet   | Jean Lee                                                                      | Jean Richards                                                                 | Ragnhild Windahl                                                                     |
| Indywidualnie mężczyzn | Hans Deutgen                                                                  | Einar Tang-Holbeck                                                            | Russ Reynolds                                                                        |
| Drużynowo kobiet       | Finlandia · Stählberg · Kirsti Partanen · Laina Näsman · Esa Salonen          | Szwecja · Birgitta Bange · Ragnhild Windahl · Runa Bernemalm · Greta Dernborg | Wielka Brytania · Arthur · Blailey · Barbara Waterhouse · Petronella de Wharton-Burr |
| Drużynowo mężczyzn     | Dania · Einar Tang-Holbaek · Emil Nielsen · Per Frederiksen · Arne Östergaard | Szwecja · Tage Ljungkvist · Sture Lindberg · Hans Deutgen · Tage Åkerström    | Czechosłowacja · Jiří Baštář · Josef Brejcha · František Hadaš · Karel Vorkurkka     |

## Klasyfikacja medalowa
| Lp. | Państwo           | Złoto | Srebro | Brąz | Razem |
| 1.  | Szwecja           | 1     | 2      | 1    | 4     |
| 2.  | Stany Zjednoczone | 1     | 1      | 1    | 3     |
| 3.  | Dania             | 1     | 1      | 0    | 2     |
| 4.  | Finlandia         | 1     | 0      | 0    | 1     |
| 5.  | Czechosłowacja    | 0     | 0      | 1    | 1     |
| 5.  | Wielka Brytania   | 0     | 0      | 1    | 1     |